# Nematinus caledonicus
Nematinus caledonicus är en stekelart som först beskrevs av Cameron 1882.  Nematinus caledonicus ingår i släktet Nematinus, och familjen bladsteklar. Arten är reproducerande i Sverige.